# Daniele Tinchella
Daniele Tinchella (Casale di Prato, província de Prato, 14 d'agost de 1952) és un ciclista italià, ja retirat, que fou professional entre 1976 i 1981. Els seus majors èxits esportius foren una victòria d'etapa al Giro d'Itàlia de 1976 i una a la París-Niça de 1979.

## Palmarès
- 1971
  - 1r a la Coppa Lanciotto Ballerini
- 1974
  - 1r a la Florència-Viareggio
- 1975
  - Vencedor de 3 etapes de la Settimana Ciclistica Bergamasca
- 1976
  - Vencedor d'una etapa del Giro d'Itàlia
  - Vencedor d'una etapa de la Setmana Catalana
- 1978
  - Vencedor d'una etapa de la Setmana Catalana
  - Vencedor de 2 etapes de la Volta a Aragó
- 1979
  - Vencedor d'una etapa de la París-Niça

### Resultats a la Volta a Espanya
- 1977. 50è de la classificació general
- 1978. 40è de la classificació general
- 1979. 70è de la classificació general

### Resultats al Giro d'Itàlia
- 1976. 81è de la classificació general. Vencedor d'una etapa
- 1977. Abandona (1a etapa)
- 1980. 87è de la classificació general
- 1981. Abandona (18a etapa)